# Gran Premio di superbike di Assen 2001
Il Gran Premio di superbike di Assen 2001 è stato la dodicesima prova su tredici del campionato mondiale Superbike 2001, disputato il 9 settembre sul TT Circuit Assen, ha visto la vittoria di Troy Bayliss in gara 1, lo stesso pilota si è ripetuto anche in gara 2.
La vittoria nella gara valevole per il campionato mondiale Supersport è stata ottenuta da Paolo Casoli, mentre la gara del campionato Europeo della classe Superstock viene vinta da Lorenzo Mauri.
Con la vittoria ottenuta in entrambe le gare, il pilota australiano Troy Bayliss ottiene anche la certezza matematica del titolo iridato della stagione.

## Risultati

### Gara 1

#### Arrivati al traguardo[6]
| Pos. | Nº  | Pilota              | Squadra               | Motocicletta        | Giri | Tempo     | Griglia | Punti |
| ---- | --- | ------------------- | --------------------- | ------------------- | ---- | --------- | ------- | ----- |
| 1º   | 21  | Troy Bayliss        | Ducati Infostrada     | Ducati 996 R        | 13   | 27:08.793 | 1º      | 25    |
| 2º   | 11  | Rubén Xaus          | Ducati Infostrada     | Ducati 996 R        | 13   | +0:00.166 | 2º      | 20    |
| 3º   | 1   | Colin Edwards       | Castrol Honda         | Honda VTR1000 SP    | 13   | +0:01.082 | 8º      | 16    |
| 4º   | 4   | Pierfrancesco Chili | Suzuki Alstare Corona | Suzuki GSX R750     | 13   | +0:05.067 | 4º      | 13    |
| 5º   | 100 | Neil Hodgson        | GSE Racing            | Ducati 996 RS       | 13   | +0:12.751 | 15º     | 11    |
| 6º   | 3   | Troy Corser         | Virgilio Aprilia Axo  | Aprilia RSV 1000    | 13   | +0:13.338 | 7º      | 10    |
| 7º   | 8   | Tadayuki Okada      | Castrol Honda         | Honda VTR1000 SP    | 13   | +0:15.258 | 9º      | 9     |
| 8º   | 5   | Akira Yanagawa      | Fuchs Kawasaki        | Kawasaki ZX 7RR     | 13   | +0:15.606 | 3º      | 8     |
| 9º   | 55  | Régis Laconi        | Virgilio Aprilia Axo  | Aprilia RSV 1000    | 13   | +0:15.811 | 10º     | 7     |
| 10º  | 52  | James Toseland      | GSE Racing            | Ducati 996 RS       | 13   | +0:20.582 | 5º      | 6     |
| 11º  | 155 | Ben Bostrom         | Ducati L&M            | Ducati 996 R        | 13   | +0:21.011 | 11º     | 5     |
| 12º  | 6   | Gregorio Lavilla    | Fuchs Kawasaki        | Kawasaki ZX 7RR     | 13   | +0:25.607 | 6º      | 4     |
| 13º  | 24  | Stéphane Chambon    | Suzuki Alstare Corona | Suzuki GSX R750     | 13   | +0:33.383 | 13º     | 3     |
| 14º  | 7   | Juan Borja          | Panavto Yamaha        | Yamaha R7           | 13   | +0:46.135 | 12º     | 2     |
| 15º  | 22  | Lucio Pedercini     | Pedercini             | Ducati 996 RS       | 13   | +0:53.682 | 16º     | 1     |
| 16º  | 35  | Giovanni Bussei     | Ducati NCR            | Ducati 996 RS       | 13   | +0:54.024 | 14º     |       |
| 17º  | 14  | Peter Goddard       | Benelli Sport         | Benelli Tornado 900 | 13   | +0:55.026 | 20º     |       |
| 18º  | 51  | Marty Craggill      | Pacific               | Ducati 996 RS       | 13   | +0:55.792 | 23º     |       |
| 19º  | 46  | Mauro Sanchini      | Pedercini             | Ducati 996 RS       | 13   | +0:59.036 | 19º     |       |
| 20º  | 99  | Steve Martin        | DFX Racing            | Ducati 996 RS       | 13   | +1:00.847 | 24º     |       |
| 21º  | 20  | Marco Borciani      | Pedercini             | Ducati 996 RS       | 13   | +1:01.329 | 17º     |       |
| 22º  | 36  | Broc Parkes         | Ducati NCR            | Ducati 996 RS       | 13   | +1:06.194 | 21º     |       |
| 23º  | 69  | Ferdinando Di Maso  | Kawasaki Bertocchi    | Kawasaki ZX 7RR     | 13   | +1:47.718 | 26º     |       |
| 24º  | 19  | Hitoyasu Izutsu     | Fuchs Kawasaki        | Kawasaki ZX 7RR     | 12   | +1 giro   | 18º     |       |

#### Non classificato
| Nº | Pilota     | Squadra            | Motocicletta    | Giri | Tempo   | Griglia |
| -- | ---------- | ------------------ | --------------- | ---- | ------- | ------- |
| 33 | Robert Ulm | Kawasaki Bertocchi | Kawasaki ZX 7RR | 9    | +4 giri | 25º     |

#### Ritirato
| Nº | Pilota        | Squadra         | Motocicletta     | Giri | Griglia |
| -- | ------------- | --------------- | ---------------- | ---- | ------- |
| 27 | Bertrand Stey | White Endurance | Honda VTR1000 SP | 12   | 22º     |

### Gara 2

#### Arrivati al traguardo[7]
| Pos. | Nº  | Pilota              | Squadra               | Motocicletta        | Giri | Tempo     | Griglia | Punti |
| ---- | --- | ------------------- | --------------------- | ------------------- | ---- | --------- | ------- | ----- |
| 1º   | 21  | Troy Bayliss        | Ducati Infostrada     | Ducati 996 R        | 16   | 33:31.896 | 1º      | 25    |
| 2º   | 11  | Rubén Xaus          | Ducati Infostrada     | Ducati 996 R        | 16   | +0:00.221 | 2º      | 20    |
| 3º   | 3   | Troy Corser         | Virgilio Aprilia Axo  | Aprilia RSV 1000    | 16   | +0:04.575 | 7º      | 16    |
| 4º   | 4   | Pierfrancesco Chili | Suzuki Alstare Corona | Suzuki GSX R750     | 16   | +0:04.776 | 4º      | 13    |
| 5º   | 100 | Neil Hodgson        | GSE Racing            | Ducati 996 RS       | 16   | +0:06.711 | 15º     | 11    |
| 6º   | 5   | Akira Yanagawa      | Fuchs Kawasaki        | Kawasaki ZX 7RR     | 16   | +0:06.821 | 3º      | 10    |
| 7º   | 55  | Régis Laconi        | Virgilio Aprilia Axo  | Aprilia RSV 1000    | 16   | +0:12.510 | 10º     | 9     |
| 8º   | 52  | James Toseland      | GSE Racing            | Ducati 996 RS       | 16   | +0:13.849 | 5º      | 8     |
| 9º   | 6   | Gregorio Lavilla    | Fuchs Kawasaki        | Kawasaki ZX 7RR     | 16   | +0:14.026 | 6º      | 7     |
| 10º  | 1   | Colin Edwards       | Castrol Honda         | Honda VTR1000 SP    | 16   | +0:21.065 | 8º      | 6     |
| 11º  | 155 | Ben Bostrom         | Ducati L&M            | Ducati 996 R        | 16   | +0:21.627 | 11º     | 5     |
| 12º  | 24  | Stéphane Chambon    | Suzuki Alstare Corona | Suzuki GSX R750     | 16   | +0:21.639 | 13º     | 4     |
| 13º  | 8   | Tadayuki Okada      | Castrol Honda         | Honda VTR1000 SP    | 16   | +0:22.337 | 9º      | 3     |
| 14º  | 35  | Giovanni Bussei     | Ducati NCR            | Ducati 996 RS       | 16   | +0:45.388 | 14º     | 2     |
| 15º  | 22  | Lucio Pedercini     | Pedercini             | Ducati 996 RS       | 16   | +0:54.778 | 16º     | 1     |
| 16º  | 19  | Hitoyasu Izutsu     | Fuchs Kawasaki        | Kawasaki ZX 7RR     | 16   | +0:58.207 | 18º     |       |
| 17º  | 46  | Mauro Sanchini      | Pedercini             | Ducati 996 RS       | 16   | +0:59.182 | 19º     |       |
| 18º  | 20  | Marco Borciani      | Pedercini             | Ducati 996 RS       | 16   | +0:59.601 | 17º     |       |
| 19º  | 14  | Peter Goddard       | Benelli Sport         | Benelli Tornado 900 | 16   | +1:00.311 | 20º     |       |
| 20º  | 99  | Steve Martin        | DFX Racing            | Ducati 996 RS       | 16   | +1:02.799 | 24º     |       |
| 21º  | 33  | Robert Ulm          | Kawasaki Bertocchi    | Kawasaki ZX 7RR     | 16   | +1:27.578 | 25º     |       |
| 22º  | 27  | Bertrand Stey       | White Endurance       | Honda VTR1000 SP    | 16   | +1:31.475 | 22º     |       |

#### Ritirati
| Nº | Pilota             | Squadra            | Motocicletta    | Giri | Griglia |
| -- | ------------------ | ------------------ | --------------- | ---- | ------- |
| 69 | Ferdinando Di Maso | Kawasaki Bertocchi | Kawasaki ZX 7RR | 8    | 26º     |
| 36 | Broc Parkes        | Ducati NCR         | Ducati 996 RS   | 6    | 21º     |
| 51 | Marty Craggill     | Pacific            | Ducati 996 RS   | 2    | 23º     |
| 7  | Juan Borja         | Panavto Yamaha     | Yamaha R7       | 1    | 12º     |

### Supersport

#### Arrivati al traguardo
| Pos. | Nº | Pilota               | Squadra                      | Motocicletta    | Giri | Tempo     | Punti |
| ---- | -- | -------------------- | ---------------------------- | --------------- | ---- | --------- | ----- |
| 1º   | 2  | Paolo Casoli         | Yamaha Belgarda              | Yamaha YZF R6   | 16   | 34'58.965 | 25    |
| 2º   | 8  | Andrew Pitt          | Fuchs Kawasaki               | Kawasaki ZX 6R  | 16   | +2.457    | 20    |
| 3º   | 69 | James Whitham        | Yamaha Belgarda              | Yamaha YZF R6   | 16   | +3.648    | 16    |
| 4º   | 1  | Jörg Teuchert        | Wilbers Suspension           | Yamaha YZF R6   | 16   | +5.847    | 13    |
| 5º   | 9  | Fabrizio Pirovano    | DMR Suzuki Italia            | Suzuki GSX R600 | 16   | +7.209    | 11    |
| 6º   | 11 | Kevin Curtain        | BKM Honda                    | Honda CBR 600   | 16   | +9.269    | 10    |
| 7º   | 31 | Vittorio Iannuzzo    | DMR Suzuki Italia            | Suzuki GSX R600 | 16   | +15.988   | 9     |
| 8º   | 6  | Iain MacPherson      | Fuchs Kawasaki               | Kawasaki ZX 6R  | 16   | +17.462   | 8     |
| 9º   | 14 | Christophe Cogan     | Saveko Dee Cee Jeans         | Yamaha YZF R6   | 16   | +17.679   | 7     |
| 10º  | 99 | Fabien Foret         | Ten Kate Honda               | Honda CBR 600   | 16   | +20.175   | 6     |
| 11º  | 4  | Christian Kellner    | Wilbers Suspension           | Yamaha YZF R6   | 16   | +21.117   | 5     |
| 12º  | 12 | Piergiorgio Bontempi | T. Italia Lorenzini by Leoni | Yamaha YZF R6   | 16   | +25.360   | 4     |
| 13º  | 15 | Werner Daemen        | Yamaha Belgium               | Yamaha YZF R6   | 16   | +30.267   | 3     |
| 14º  | 24 | Adam Fergusson       | Alpha Technick Castrol       | Honda CBR 600   | 16   | +31.982   | 2     |
| 15º  | 18 | Cristiano Migliorati | BKM Honda                    | Honda CBR 600   | 16   | +39.601   | 1     |
| 16º  | 21 | Chris Vermeulen      | Castrol Honda                | Honda CBR 600   | 16   | +44.512   |       |
| 17º  | 23 | Dean Thomas          | Dienza Ducati Racing         | Ducati 748      | 16   | +47.077   |       |
| 18º  | 16 | Christer Lindholm    | Yamaha Belgium               | Yamaha YZF R6   | 16   | +1'05.011 |       |
| 19º  | 65 | Jan Hanson           | Saveko Dee Cee Jeans         | Yamaha YZF R6   | 16   | +1'10.630 |       |
| 20º  | 22 | Vittoriano Guareschi | Dienza Ducati Racing         | Ducati 748      | 16   | +1'18.933 |       |
| 21º  | 40 | Shannon Johnson      | Moto 1 Honda Elf Dhold       | Honda CBR 600   | 16   | +1'22.721 |       |
| 22º  | 17 | Ivan Clementi        | GiMotor Sport                | Yamaha YZF R6   | 16   | +1'23.228 |       |
| 23º  | 55 | Nello Russo          | GiMotor Sport                | Yamaha YZF R6   | 16   | +1'27.232 |       |
| 24º  | 75 | Wim Theunissen       | Van der Velde-Kobutex        | Honda CBR 600   | 16   | +1'27.987 |       |
| 25º  | 44 | Antonio Carlacci     | DFX Racing                   | Ducati 748      | 16   | +1'38.482 |       |

#### Ritirati
| Nº | Pilota            | Squadra                      | Motocicletta    | Giri |
| -- | ----------------- | ---------------------------- | --------------- | ---- |
| 74 | Harry Van Beek    | Yamaha Motors Neder          | Yamaha YZF R6   | 15   |
| 37 | Katsuaki Fujiwara | Suzuki Alstare Corona Extra  | Suzuki GSX R600 | 14   |
| 7  | Pere Riba         | Ten Kate Honda               | Honda CBR 600   | 13   |
| 68 | Steve Plater      | Alpha Technick Castrol       | Honda CBR 600   | 7    |
| 59 | Kyro Verstraeten  | Moto 1 Honda Elf Dhold       | Honda CBR 600   | 6    |
| 5  | Karl Muggeridge   | Suzuki Alstare Corona Extra  | Suzuki GSX R600 | 2    |
| 19 | Agustín Escobar   | Yamaha d'Antin               | Yamaha YZF R6   | 0    |
| 35 | Stefano Cruciani  | T. Italia Lorenzini by Leoni | Yamaha YZF R6   | 0    |

### Superstock

#### Arrivati al traguardo
| Pos. | Nº | Pilota               | Squadra                   | Motocicletta     | Giri | Tempo     | Punti |
| ---- | -- | -------------------- | ------------------------- | ---------------- | ---- | --------- | ----- |
| 1º   | 90 | Lorenzo Mauri        | Pedercini                 | Ducati 996S      | 12   | 29'58.127 | 25    |
| 2º   | 18 | John Bakker          | Flanders Motor Racing     | Ducati 996S      | 12   | +3.969    | 20    |
| 3º   | 51 | Bob Withag           | Stichting Start Nieuwleus | Honda CBR 900    | 12   | +34.898   | 16    |
| 4º   | 45 | Gianluca Vizziello   | GiMotor Sport             | Yamaha R1        | 12   | +36.656   | 13    |
| 5º   | 19 | Walter Tortoroglio   | DMR Suzuki Italia         | Suzuki GSX R1000 | 12   | +48.684   | 11    |
| 6º   | 1  | James Ellison        | Hi-Peak Crescent Suzuki   | Suzuki GSX R1000 | 12   | +48.698   | 10    |
| 7º   | 36 | Alex Martinez        | Aprilia Desmo Racing      | Aprilia RSV R    | 12   | +54.872   | 9     |
| 8º   | 7  | Daniel Oliver        | FBC Racing                | Aprilia RSV R    | 12   | +1'12.701 | 8     |
| 9º   | 5  | Dario Tosolini       | Pedercini                 | Ducati 996S      | 12   | +1'15.802 | 7     |
| 10º  | 16 | Lorenzo Alfonsi      | DFX Racing                | Ducati 996S      | 12   | +1'27.358 | 6     |
| 11º  | 21 | Koen Vleugels        | KS Racing                 | Yamaha R1        | 12   | +1'57.320 | 5     |
| 12º  | 88 | Marty Nutt           | Nutt                      | Suzuki GSX R1000 | 12   | +2'02.716 | 4     |
| 13º  | 69 | Yann Gyger           | White Endurance           | Honda CBR 900    | 12   | +2'17.723 | 3     |
| 14º  | 41 | Kieran Murphy        | Martin Raynor Cars/Cam    | Suzuki GSX R1000 | 11   | +1 giro   | 2     |
| 15º  | 42 | Benny Jerzenbeck     | Steinhausen Racing        | Suzuki GSX R1000 | 11   | +1 giro   | 1     |
| 16º  | 34 | Didier Van Keymeulen | ICSA-T Suzuki             | Suzuki GSX R1000 | 11   | +1 giro   |       |
| 17º  | 60 | Robert De Vries      | CRT GS Racing             | Suzuki GSXR 750  | 11   | +1 giro   |       |
| 18º  | 2  | Markus Wegscheider   | Suzuki Stefan Schmidt     | Suzuki GSX R1000 | 11   | +1 giro   |       |
| 19º  | 30 | Michael Weynand      | East Belgium Racing       | Yamaha R1        | 11   | +1 giro   |       |
| 20º  | 27 | Francesco Rafanelli  | Ghelfi Art                | Honda CBR 900    | 11   | +1 giro   |       |
| 21º  | 76 | Günther Knobloch     | Yamaha Teuchert           | Yamaha R1        | 11   | +1 giro   |       |
| 22º  | 59 | Ron Van Steenbergen  | ESHA Pajic R&D            | Kawasaki         | 11   | +1 giro   |       |
| 23º  | 77 | Niklas Carlberg      | Yamaha Sweden             | Yamaha R1        | 11   | +1 giro   |       |
| 24º  | 22 | Benjamin Nabert      | Suzuki Stefan Schmidt     | Suzuki GSX R1000 | 11   | +1 giro   |       |
| 25º  | 31 | Ludovic Fourreau     | Arbr 'A' Cames            | Suzuki GSX R1000 | 11   | +1 giro   |       |
| 26º  | 26 | Andi Notman          | LiveOnScreen-Redwoo       | Suzuki GSX R1000 | 11   | +1 giro   |       |
| 27º  | 29 | Steve Coopman        | East Belgium Racing       | Yamaha R1        | 10   | +2 giri   |       |

#### Ritirato
| Nº | Pilota             | Squadra              | Motocicletta     | Giri |
| -- | ------------------ | -------------------- | ---------------- | ---- |
| 35 | Paul Mooijman      | Saveko Dee Cee Jeans | Yamaha R1        | 10   |
| 20 | Raffaello Fabbroni | Rumi                 | Honda CBR 900    | 6    |
| 23 | Mark Heckles       | Rumi                 | Honda CBR 900    | 5    |
| 28 | Giacomo Romanelli  | DMR Suzuki Italia    | Suzuki GSX R1000 | 1    |